# Sorex yukonicus
Sorex yukonicus — вид роду мідиць (Sorex) родини мідицевих.

## Поширення
Країни поширення: США (Аляска). Існує мало інформації для цього виду. Всі зразки були з прибережних районів.

## Звички
Він зазвичай знаходиться в норах в ґрунті, або під поваленими деревами чи сміттям.

## Загрози та охорона
Загрози цьому виду невідомі. Невідомо, чи проживає на охоронних територіях.